# Lucien-Anatole Prévost-Paradol

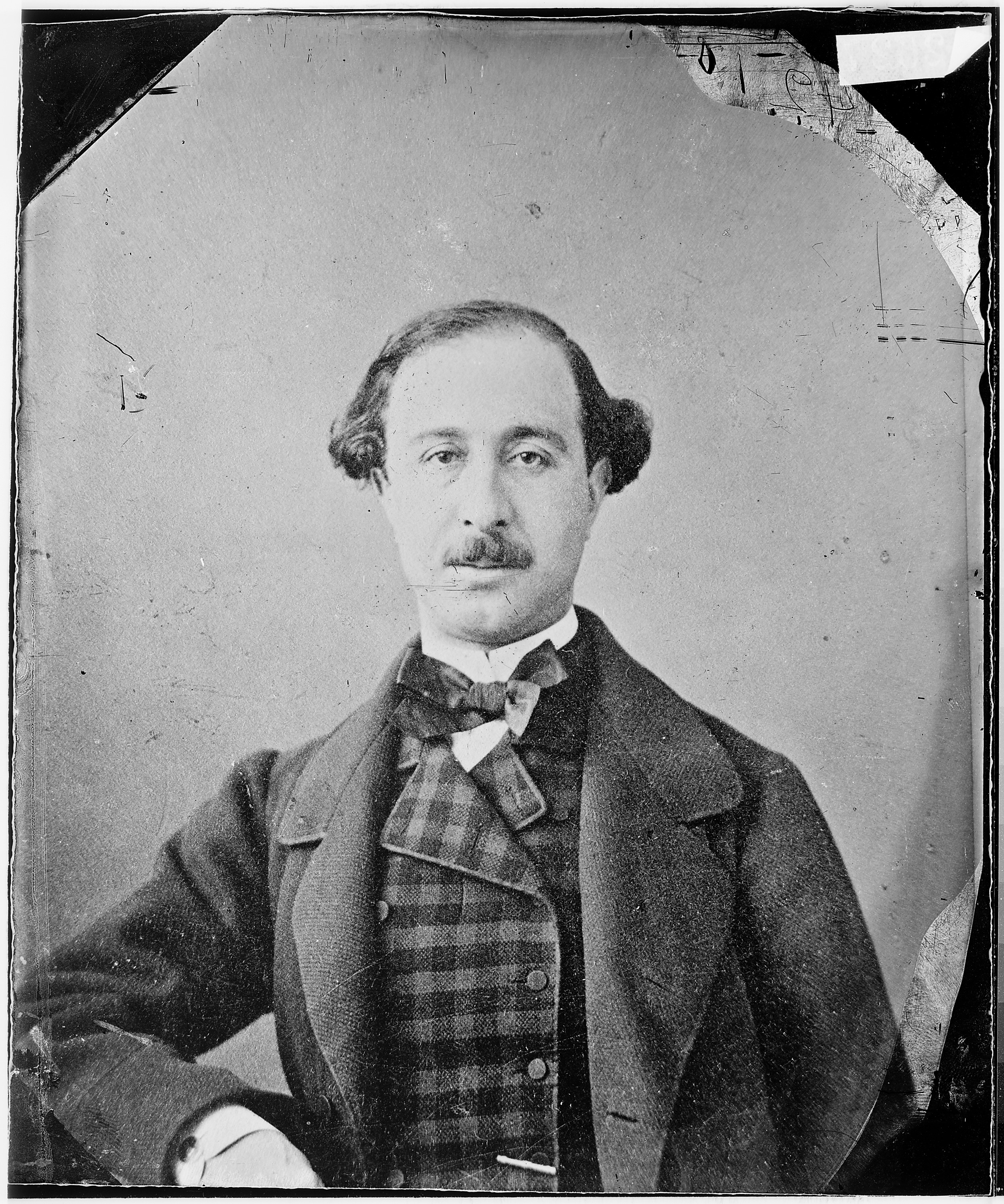
Lucien-Anatole Prévost-Paradol

Lucien-Anatole Prévost-Paradol (* 8. August 1829 in Paris; † 20. Juli 1870 in Washington, D.C.) war ein französischer Journalist und Autor. 1865 wurde er Mitglied der Académie française.

## Leben
Der uneheliche Sohn der Schauspielerin Lucinde Paradol und des Schriftstellers Léon Halévy (der ihn später adoptierte) studierte an der École normale supérieure und musste nach seinen Protesten gegen den Staatsstreich von 1851 sein Studium aufgeben. Er bekam dann durch Fürsprache seiner alten Lehrer eine Professorenstelle für französische Literatur in Aix-en-Provence, die er für eine journalistische Laufbahn aufgab. Er schrieb für das Journal des débats und das Journal de Genève, immer in Opposition zum Zweiten Kaiserreich, weswegen er auch inhaftiert wurde. 1865 löste seine Aufnahme in die Académie française auf den frei gewordenen Platz von Jean-Jacques Ampère wegen seines wenig umfangreichen literarischen Werkes und seiner Jugend einen Skandal aus. Im selben Jahr veröffentlichte er mit seinem Buch La France nouvelle eine der wichtigen Schriften der Orléanisten. Prévost-Paradol sagte immer wieder den Aufstieg Deutschlands zur Weltmacht voraus und warnte davor, dass Frankreich gegenüber dem Nachbarland ins Hintertreffen zu geraten drohe. 1870 wurde er nach dem Sturz des von ihm lebenslang bekämpften Napoleon III. von der Regierung des Émile Ollivier zum Gesandten in Washington ernannt. Als er die Nachricht vom eben begonnenen Deutsch-Französischen Krieg erhielt, beging er mit einem Revolver Suizid.

## Veröffentlichungen (Auswahl)
- Du rôle de la famille dans l’éducation (1857)
- Quelques pages d’histoire contemporaine. Lettres politiques (1862–66, 4 Bde.; 2. Aufl. 1872, 2 Bde.)
- Études sur les moralistes français (1865, 3. Aufl. 1873)
- La France nouvelle (1868, neue Ausg. 1876).